# Kondratij Selivanov
«Ed ecco, amici cari,

risplende il Sole chiaro, 

nella città nordica di Pietro,

grazie al nostro Padre-Redentore, 

grazie al secondo Salvatore,

risorgono le anime nostre»
Kondratij Selivanov (Orël, 1730 – Suzdal', 1832) è stato un religioso russo.

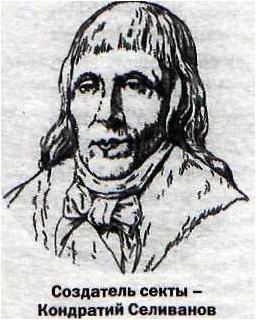
Kondratij Selivanov

Contadino del distretto di Orel, fu membro, in gioventù, della setta dei Chlysty, diffusa nel XVIII secolo in Russia, dalla quale si separò nel 1765 per fondare la setta cristiana ortodossa degli Skopcy.

## Selivanov figlio di Dio e Redentore
Nei Chlysty Selivanov aveva incontrato la loro guida mistica: Akulina Ivanova, la "madre di Dio" e "Regina del Cielo", che diceva di averlo partorito, in una precedente vita, ad opera dello Spirito Santo. Akulina sosteneva di essere l'imperatrice, vergine e pia, Elisaveta Petrovna (1709–1762) e di avere, dopo due anni dalla sua incoronazione, abbandonato segretamente il governo dell'impero cedendolo a una dama di corte, sua sosia.
Vestita con il povero abito del pellegrino, mentre si avviava verso Kiev, Akulina aveva incontrato a Orël i Chlysty e, convertitasi, si era unita alla loro setta dove aveva riconosciuto come figlio, concepito segretamente quand'era zarina, Selivanov , la cui origine divina era stata già rivelata dalla profetessa Chlysty Anna che aveva visto in lui «Dio in persona» 
Dopo l'incontro con Akulina, che confermava l'importanza e l'origine divina della sua persona, Selivanov incominciò a credere e a predicare di essere figlio di Dio e Redentore condannando l'erotismo di gruppo praticato dai Chlysty.

## L'auto-castrazione purificatrice
Egli era convinto che il sesso fosse la fonte di ogni male e che il contatto ascetico con Dio si potesse raggiungere con la flagellazione e l'autocastrazione sull'esempio di Origene (185– 254) che in giovane età, secondo quanto riferiva Eusebio di Cesarea , si era autoevirato rispondendo all'esortazione del versetto del Vangelo di Matteo: «...e vi sono eunuchi che si sono fatti eunuchi da se stessi, per il regno dei cieli»,
Secondo Selivanov, probabilmente già castrato prima dell'incontro con Akulina  Dio aveva creato i primi esseri umani senza attributi sessuali ma Satana aveva profuso in loro pensieri lascivi che avevano mostruosamente trasformato il loro corpo dotandolo del pene, simbolo del serpente tentatore che andava estirpato:

## La reincarnazione di Pietro III
Selivanov inoltre sulla base del riconoscimento di Akulina incominciò ad immaginare di essere la reincarnazione dello zar Pietro III, estromesso dal trono nel 1762, dopo appena sei mesi di regno, dalla moglie, la futura imperatrice Caterina II e infine ucciso dal suo amante il conte Aleksej Orlov, braccio esecutivo del piano ordito dalla zarina
Avvenimenti questi che avevano stimolato anche la fantasia di Emel'jan Ivanovič Pugačëv (1740/1742–1775) che nel 1773, dopo aver frequentato i monasteri dei vecchi credenti, che avevano esercitato una considerevole influenza su di lui, proclamò di essere il defunto zar Pietro III e organizzò l'insurrezione dei cosacchi Jaik, che fece scoccare la scintilla di una più estesa rivolta nella regione del basso Volga.

## L'incontro con Paolo I
Arrestato dalle autorità zariste e confinato in Siberia a Irkutsk, Selinov nel 1795 riapparve a Mosca proclamando ancora di essere la reincarnazione di Pietro III. Nuovamente arrestato, fu trasferito a San Pietroburgo, dove probabilmente fu visitato dallo zar Paolo I (1796-1801), incuriosito da questo esaltato personaggio. Si racconta che lo zar gli chiedesse: «Sei mio padre» e che Selivanov gli rispondesse: «Non sono padre del peccato; abbraccia la mia causa e ti riconoscerò come figlio»; il che equivaleva a chiedere allo zar di castrarsi. Lo zar non raccolse l'invito e lo fece rinchiudere in manicomio.

## La diffusione della setta
Con l'avvento del nuovo imperatore Alessandro I (1777-1825), che aveva un carattere religioso improntato al misticismo, Selinov, rimesso in libertà nel 1802, divenne il centro d'attrazione alla moda nei salotti degli ambienti più influenti russi portando così alla setta numerosi adepti aperti o segreti.
Uno di questi, il gentiluomo di camera Eljanskij, avanzò allo zar il progetto di unificare la religione russa nella dottrina degli skopcy trasformandola in religione di Stato. Selinov avrebbe affiancato il governo dello zar assicurandogli l'aiuto e la protezione dello Spirito santo. Lo zar non aderì al progetto ma continuò a proteggere i sempre più numerosi skopcy che poterono usufruire per le loro danze rituali e per le pratiche religiose di un apposito edificio, chiamato "la casa di Dio" o "la montagna di Sion", dove la polizia non poteva entrare per ordine dello stesso imperatore che in occasione della guerra contro Napoleone, l'Anticristo, volle incontrare Selinov che continuò ad essere onorato ed adorato come un personaggio divino sino al 1820 quando le autorità russe lo confinarono con l'obbligo dell'isolamento nel convento di Spaso-Efimevskij, nella città di Suzdal', dove morì ultracentenario.